# 32453 Kanamishogo
32453 Kanamishogo è un asteroide della fascia principale. Scoperto nel 2000, presenta un'orbita caratterizzata da un semiasse maggiore pari a 3,0747316 UA e da un'eccentricità di 0,0613609, inclinata di 10,83763° rispetto all'eclittica.
L'asteroide è dedicato a Kanami e Shogo Yoshimi, rispettivamente figlia e figlio dello scopritore.